# 4 tháng 12
Ngày 4 tháng 12 là ngày thứ 338 (339 trong năm nhuận) trong lịch Gregory. Còn 27 ngày trong năm.

## Sự kiện
- 794 – Heian-kyo thay thế Nagaoka-kyo trong vai trò thủ đô của Nhật Bản, khởi đầu Thời kỳ Heian trong lịch sử đảo quốc.
- 1563 – Phiên họp cuối cùng của Công đồng Trentô được tổ chức.
- 1873 – Tàu ma Mary Celeste được tàu Dei Gratia của Anh Quốc phát hiện.
- 1881 – Ấn bản đầu tiên của Los Angeles Times được phát hành.
- 1939 – Chiến tranh thế giới thứ hai: Thiết giáp hạm Anh Quốc HMS Nelson trúng thủy lôi ở ngoài khơi bờ biển Scotland, phải vào ụ tàu để sửa chữa cho đến tháng 8 năm sau.
- 1954 – Cửa hàng Burger King đầu tiên được mở tại Miami, Hoa Kỳ.
- 1956 – 'Million Dollar Quartet gồm Elvis Presley, Jerry Lee Lewis, Carl Perkins, và Johnny Cash thu âm cùng nhau lần đầu tiên và lần cuối cùng tại Sun Studio.
- 1975 – Suriname gia nhập Liên Hợp Quốc.
- 1977 – Tổng thống Jean-Bédel Bokassa của Cộng hòa Trung Phi tự đăng cơ làm Hoàng đế Bokassa I của Đế quốc Trung Phi.
- 1980 – Nhóm nhạc rock Anh Quốc Led Zeppelin chính thức tan rã, sau khi tay trống John Bonham qua đời ngày 25 tháng 9.
- 1991 – Pan American World Airways chính thức chấm dứt hoạt động.
- 1998 – Unity được phóng, đây là mô-đun thứ hai và mô-đun đầu tiên hoàn toàn của Hoa Kỳ của Trạm vũ trụ Quốc tế.

## Sinh
- 1825 – Aleksey Nicolayevich Plescheev, tác gia người Nga, tức 22 tháng 11 theo lịch Julius (m. 1893)
- 1836 – Nguyễn Phúc Hòa Trinh, phong hiệu Lâm Thạnh Công chúa, công chúa con vua Minh Mạng (m. 1869)
- 1875 – Rainer Maria Rilke, nhà thơ người Áo (m. 1926)
- 1880 – Tom Taylor, cầu thủ bóng đá người Canada (m. 1945)
- 1892 – 
  - Francisco Franco, nhà độc tài người Tây Ban Nha (m. 1975)
  - Lưu Bá Thừa, nhà lãnh đạo quân đội người Trung Quốc (m. 1986)
- 1903 – Cornell Woolrich, nhà văn người Mỹ (m. 1968)
- 1908 – Alfred Hershey, nhà vi khuẩn học người Mỹ, đoạt giải thưởng Nobel (m. 1997)
- 1914 – Nam Phương, hoàng hậu cuối cùng của Việt Nam (m. 1963).
- 1925 – Albert Bandura, nhà tâm lý học người Canada-Mỹ
- 1932 – Roh Tae-woo, Tổng thống Hàn Quốc
- 1939 – 
  - Étienne Mourrut, chính trị gia người Pháp
  - Võ Hồng Anh, nữ giáo sư tiến sĩ nổi tiếng về ngành toán lý tại Việt Nam (m. 2009)
- 1949 – Jeff Bridges, diễn viên Mỹ
- 1953 – Jean-Marie Pfaff, thủ môn bóng đá người Bỉ
- 1962 – Kevin Richardson, cầu thủ bóng đá người Anh
- 1963 – Serhiy Nazarovych Bubka, vận động viên nhảy sào người Ukraina
- 1969 – Jay-Z, ca sĩ nhạc rap người Mỹ
- 1973 – Tyra Banks, người mẫu, diễn viên người Mỹ
- 1982 – Nick Vujicic, nhà truyền giáo, nhà diễn thuyết động cơ người Úc gốc Serbia
- 1988 – Mario Maurer, diễn viên, ca sĩ, người mẫu Đức-Thái Lan.
- 1989 - Võ Thanh Hòa, đạo diễn người Việt Nam
- 1991 - Hồ Bích Trâm, nữ diễn viên người Việt Nam
- 1992 – Kim Seokjin, ca sĩ người Hàn Quốc, thành viên nhóm nhạc BTS.
- 1999 – 
  - Kanawut Traipipattanapong, diễn viên người Thái Lan
  - Kim Do-yeon, ca sĩ người Hàn Quốc, thành viên nhóm nhạc Weki Meki
  - Kang Mi-na, ca sĩ người Hàn Quốc, thành viên nhóm nhạc Gugudan
- 2003 - 
  - Kim Do-young, ca sĩ người Hàn Quốc, thành viên nhóm nhạc Treasure
  - Myung Jae-hyun. ca sĩ người Hàn Quốc, thành viên nhóm nhạc BOYNEXTDOOR

## Mất
- 771 – Carloman I, quốc vương của người Frank (s. 751)
- 1123 – Omar Khayyám, nhà thơ, nhà thiên văn, nhà toán học, nhà triết học người Ba Tư (s. 1048)
- 1334 – Giáo hoàng Gioan XXII (s. 1249)
- 1615 – Katakura Kagetsuna, samurai người Nhật Bản, tức 14 tháng 10 nông lịch (s. 1557)
- 1642 – Hồng y Richelieu, tu sĩ và chính trị gia của Pháp, Thủ tướng đầu tiên của Pháp (b. 1585)
- 1679 – Thomas Hobbes, nhà triết học người Anh (s. 1588)
- 1680 – Thomas Bartholin, thầy thuốc, nhà toán học, nhà thần học người Đan Mạch (s. 1616)
- 1798 – Luigi Galvani, nhà vật lý học người Ý (s. 1737)
- 1850 – William Sturgeon, nhà vật lý học người Anh, phát minh ra động cơ điện (s. 1783)
- 1935 – Charles Robert Richet, nhà sinh lý học người Pháp, đoạt giải thưởng Nobel (s. 1850)
- 1939 – Ngô Bội Phu, quân phiệt Trung Quốc (s. 1874)
- 1976 – Benjamin Britten, nhà soạn nhạc người Anh (s. 1913)
- 1993 – Frank Zappa, nhạc sĩ, nhà soạn nhạc người Mỹ (s. 1940)
- 2007 – Phạm Tiến Duật, nhà thơ người Việt Nam (s. 1941)
- 2009 – Eddie Fatu, đô vật người Samoa thuộc Mỹ (s. 1973)
- 2011 – Sócrates, cầu thủ bóng đá người Brasil (s. 1954)